# Летопис Матице српске
Летопис Матице српске је књижевни часопис покренут 1824. године. Иако је претежно књижевног карактера, Летопис се бави и другим уметничким, научним и друштвеним темама, односно системски се бави сазнањима која у средиште пажње стављају језик, књижевност, историју, религију, фолклор и културу, не само српског народа него и целог словенског света, „от Адријатског до Леденог, и от Балтиског до Црног мора”.
Програмску оријентацију Летописа утврђује и остварује Уредништво, а потврђује Управни одбор. Управни одбор именује Уредништво на четири године (према Статуту Матице српске, члан 49).
Летопис Матице српске је најстарији живи књижевни часопис у Европи и свету који у континуитету излази од 1824. Часопис излази месечно, од тога има два двоброја (јануар-фебруар и јул-август).

## Историјат
Према расположивим подацима, у Европи, па и читавом свету, најстарији књижевни часопис који до наших дана континуирано излази јесте Летопис Матице српске. Основан као Сербска летопис 1824. године у Новом Саду, захваљујући иницијативи тадашњег професора новосадске гимназије Георгија Магарашевића, овај часопис је веома брзо постао средишње место презентовања српске књижевности. Часопис је уређиван у Новом Саду, а штампан у Будиму. Цензура је 1824. године одобрила излажење. На првој свесци означено је да је за 1825. годину и да ће излазити четири пута годишње, јер је толико било великих пештанских вашара на којима би се часопис могао продавати. Током своје дуге историје, часопис је често мењао име: Новиј сербскиј летопис, од 1837; Сербскиј летопис од 1842; Србскиј летопис, од 1855; Србски летопис, од 1865; Српски летопис, од 1867; Летопис Матице српске, од 1873. Програм, објављен у првој свесци био је широко конципиран и тежио је да обухвати све што се на књижевном и културолошком плану збивало код Срба и осталих словенских народа. Одзив читалачке публике у почетку је, углавном услед непросвећености и неписмености, био веома мали. Потешкоће у организацији читавог посла навеле су Георгија Магарашевића да се посаветује са пештанским трговцима и интелектуалцима, који су закључили да решење треба потражити у оснивању културне установе која би не само бринула о часопису него и развила знатно шири програм рада, стога је у Пешти 1826. године основана Матица српска. У склопу тога рада одмах се кренуло са издавачком делатношћу, те су, на самом почетку Матичине делатности, објављене књиге Милована Видаковића, Јована Стерије Поповића, Доситеја Обрадовића, Лукијана Мушицког, Јована Суботића и др.
Према томе, јасно нам је, да се ситуација донекле поправила две године касније (1826), када је у Пешти основано књижевно, научно и културно друштво Матица српска, па је часопис од тада под заштитом ове изузетно значајне националне установе. Наиме, у уводнику свеске четврте прве частице за 1826. годину, Јован Хаџић написао је проглас: „'Ево ти, почитајеми и предраги роде, Летописа србског. Теби подноси с љубови пуним жаром Матица Србска, која је Тебе и Твоје славе ради постала, за Тебе ради, за Тебе дише...'. Тако је објављено оснивање Матице српске, а Летопис ће од тада до данас излазити као њен часопис. Од тог момента, часопис је излазио редовно, уз краће прекиде током великих историјских ломова: 1835–1836 (када је Матица српска на кратко била укинута), 1848–1849 (за време револуције у Аустрији), као и током Првог и Другог светског рата.
Као велики ерудита, односно добар познавалац ондашњих културних прилика и потреба, Георгије Магарашевић определио се да издаје часопис у којем ће објављивати грађу о словенском свету и српском народу, историјске чланке, књижевне прилоге и друга обавештења о књижевној и културној делатности од значаја за Словене и Србе. Ту своју замисао доследно је спровео већ у првој књизи Летописа (за 1825). Наиме, та прва књига часописа била је на први поглед слична ондашњим популарним српским алманасима са календаром и поучно-забавним садржајем. На то указује и чињеница да је на почетку и ове публикације штампан православни календар са посрбљеним именима светаца и глаголским падежним облицима у духу народног језика. Након тога долазио је преглед европских владара и основних статистичких и економских података везаних за њихове земље, те статистички преглед народних скупина према етничком пореклу и религији, а потом и одговарајући преглед народа у Аустријској царевини. Пратио га је хијерархијски уређен попис српског свештенства, а у посебном одељку налазио се и преглед Срба аустријских официра. С друге стране, оно што је представљало куриозитет часописа и требало да пробуди занимање и обогати сазнање српске читалачке публике били су посебни одељци који су садржали биографије знаменитих Срба, текстове о српској историји, словенским народима и просветним установама у словенским земљама, укључујући и земље које су улазиле у састав Аустријске царевине, а и саму Србију. Посебну драж доносили су књижевни текстови писани у духу просветитељских идеја Доситеја Обрадовића, те писма знаменитих Срба попут Доситеја Обрадовића, Павла Соларића и Григорија Трлајића, али и библиографски записи о књижевности словенских народа и делима српских писаца. Богат и разноврстан садржај часописа завршавао се рубриком „Смесице” у којој су биле саопштене вести са освртима на актуелне догађаје у српској књижевности и култури. Оваква уређивачка концепција часописа указивала је на чињеницу да је Магарашевић свој уређивачки концепт темељио подједнако на привржености заједници словенских народа (карактеристичној за онај период) и осећању дужности према сопственом народу. Током историје дуге скоро два века, Летопис су уређивали неки од најзначајнијих српских књижевника и културних радника попут рецимо Теодора Павловића, Јакова Игњатовића, Јована Ђорђевића, Милана Савића, Васе Стајића, Тихомира Остојића, Тодора Манојловића, Младена Лесковца, Бошка Петровића и Александра Тишме.
Након Магарашевићеве смрти 1830. године, уредништво преузима Јован Хаџић (Милош Светић) и часопис постаје стварни орган Матице српске и књижевне групе око ње. У пештанском периоду (1830—1864) Летопис је неговао словенску књижевну и културну узајамност, али је све више пажње посвећивао српској и осталим јужнословенским књижевностима, нарочито под уредништвом Јакова Игњатовића (1854—1856), који је покушао да га модернизује и од њега направи трибину савременог књижевног стваралаштва. Под утицајем моћних и конзервативних патрона Јована Хаџића и Саве Текелије, Летопис је штампан старим правописом. Није излазио 1835. и 1836. године јер је Матица српска тада била укинута. За обнову Матице и Летописа веома је заслужан Теодор Павловић, који је био уредник часописа од 1832. до 1841. године. У овом периоду часопис неколико пута мења име (Сербскиј летопис, Новиј сербскиј летопис). Након пресељења Матице српске у Нови Сад 1864. године, Летопис, специфичним одабиром тема, постаје све више историјски и књижевно-историјски часопис. Као уредници у овом периоду јављају се јавни и културни радници попут Антонија Хаџића, Милисава Савића и Јована Бошковића, а међу бројне сараднике уписује се и име великог социјалног реформатора Светозара Марковића. За време уредништва Тихомира Остојића (1912–1914), јавила се иницијатива да се помоћу овог часописа подигне национална свест српског народа под аустроугарском влашћу. За време Првог светског рата Летопис је обустављен, а обновљен је 1921. године под уредништвом Васе Стајића, који настоји да кроз њега пласира идеје о социјалистичком хуманизму. До 1924. излази нередовно и стално мења уреднике. Марко Малетин га уређује од 1924. до 1929. године и успева да од Летописа начини актуелну месечну публикацију која прати књижевни, културни, економски и политички живот, а приписује му се и прва делимично сачињена библиографија часописа. Од 1933. године уређује га Никола Милутиновић све до Другог светског рата. У овом периоду часопис су уређивали, између осталих, и Стеван Ћирић, Светислав Баница, Радивој Врховац, Тодор Манојловић, Жарко Васиљевић. Битно је подвући да за ово време, а посебно за време уредничке концепције Васе Стајића (други пут уредник 1936) и Николе Милутиновића (1933–1935, 1936–1941) Летопис задржава претежно историјски и књижевно-историјски карактер. Након Другог светског рата редакцију преузима Живан Милисавац. Године 1953. часопис је покренуо питање српскохрватског књижевног језика, што је резултовало Новосадским договором из 1960. године и радом на састављању заједничког српско-хрватског правописа. У овом периоду посвећивано је доста пажње и многобројним народностима које живе у Војводини. Часопис су тада уређивали и Живојин Бошков, Младен Лесковац, Бошко Петровић, а од уредништва Александра Тишме (1969–1973), Летопис почиње да се развија првенствено као књижевна ревија.
Битна је чињеница да је за све време свога трајања Летопис био и остао централни српски часопис који настоји да окупи проверене вредности српске књижевности, науке и културе. Своју мисију Летопис Матице српске остваривао је са променљивим, али несумњивим успехом. У том смислу, обавеза садашњих уредника је да, и даље, раде на сагледавању целовитости, сложености и врхунских вредности српске књижевности и културе. Уредништво настоји да часопис буде простор на којем се филтрирају књижевне и културне вредности, тако да се, при том, превазиђу све предрасуде и ограничења различитих поетичких, генерацијских и културолошких припадности појединих писаца. Часопис велику пажњу посвећује и књижевности других народа (нпр. немачкој, француској, руској, пољској, енглеској, америчкој итд.), па су и читаве свеске у целини биле посвећене страним књижевностима и њиховим односима са српском културом (мађарска, немачка и др.).
И поред многобројних критика током скоро два века дуге традиције излажења Летописа Матице српске упућених углавном на рачун његових конзервативних узуса приликом објављивања, за многе генерације писаца, књижевних историчара, историчара, критичара и других културних прегалаца одувек је била привилегија и част, како за већ доказане писце и стручњаке из одговарајућих области тако и за младе писце и истраживаче, писати за овај најстарији књижевни часопис у Европи.
Летопису је додељен Сретењски орден првог степена (2024).

## Уредници
Следи хронолошки списак главних уредника Летописа Матице српске:
- Георгије Магарашевић (1824—1830),
- Јован Хаџић (1830—1831),
- Павле Стаматовић (1831—1832),
- Теодор Павловић (1832—1841),
- Јован Суботић (1842—1847),
- Сима Филиповић (1848),
- Јован Суботић (1850—1853),
- Јаков Игњатовић (1854—1856),
- Субота Младеновић (1856—1857),
- Јован Ђорђевић (1857—1859),
- Антоније Хаџић (1859—1869),
- Јован Бошковић (1870—1875),
- Антоније Хаџић (1876—1895),
- Милан Савић (1896—1911)[13],
- Тихомир Остојић (1912—1914),
- Васа Стајић (1921),
- Каменко Суботић (1922—1923),
- Марко Малетин (1923—1929),
- Стеван Ћирић (1929),
- Светислав Баница (1929),
- Радивоје Врховац (1930),
- Тодор Манојловић (1931),
- Жарко Васиљевић (1932),
- Никола Милутиновић (1933—1935),
- Васа Стајић (1936),
- Никола Милутиновић (1936—1941),
- Живан Милисавац (1946—1957),
- Младен Лесковац (1958—1964),
- Бошко Петровић (1965—1969),
- Александар Тишма (1969—1973),
- Димитрије Вученов (1974—1979),
- Момчило Миланков (1979),
- Бошко Ивков (1980—1991),
- Славко Гордић (1992—2004),
- Иван Негришорац (2005—2012),
- Слободан Владушић (2013—2016),
- Ђорђе Деспић (2017—2020),
- Ђорђо Сладоје (2020—).[14]

- Георгије Магарашевић (Адашевци, 1793 - Нови Сад, 1830), покретач и први уредник Летописа, из архиве Рукописног одељења Матице српске
- Јаков Игњатовић (Сентандреја, Мађарска, 1822 - Нови Сад, 1889), из архиве Рукописног одељења Матице српске
- Тихомир Остојић (Остојићево, 1865 - Беч, Аустрија, 1921), из архиве Рукописног одељења Матице српске
- Милан Савић (Турска Кањижа, Аустроугарска, 1845 - Београд, 1930), из архиве Рукописног одељења Матице српске
- Васа Стајић (Мокрин, 1878 - Нови Сад, 1947), из архиве Рукописног одељења Матице српске
- Александар Тишма (Хоргош, 1924 - Нови Сад, 2003), из архиве Рукописног одељења Матице српске, фотограф Бранко Лучић
- Бошко Петровић (Велики Варадин, 1915 - Нови Сад, 2001), из архиве Рукописног одељења Матице српске, фотограф Бранко Лучић

## Аутори прилога
У сваком броју има двадесетак различитих аутора. Иако је по својој основној вокацији претежно књижевног карактера, Летопис од почетка свог излажења па до данас, у складу са традицијом Матице српске и сопственом историјом, пажњу посвећује и општим питањима историје, језика, књижевне науке и сродних дисциплина. Према томе, аутори прилога су еминентни стручњаци из ових области. С друге стране, часопис пружа шансу и младим ауторима, који својим бројним прилозима из наведених области праве прве кораке у свет науке, књижевности, културе и уметности.

## Теме
У складу са идејама садашњег Уредништва, унеколико је промењена и концепција часописа, при чему континуитет културно-националног смисла Матице српске није довођен у питање. Уредништво је сматрало, у складу са актуелним трендовима у сфери књижевности и књижевних теорија (постколонијална критика, нови историзам, родно читање књижевности), да Летопис треба да систематски поклони пажњу различитим друштвеним контекстима унутар којих књижевни текст настаје и унутар којих бива реципиран. То је условило реализацију читавог низа тематских бројева у којима је посвећена пажња елементима друштвеног контекста, на пример, односом Полиса и Мегалополиса, медијима, феномену неофеудализма, културном рату и културним обрасцима.
Битно је истаћи да ни једног тренутка није доведена у питање основна књижевна оријентација часописа, па су у Летопису своје место пронашли и темати посвећени Бориславу Пекићу и Новици Тадићу, Милошу Црњанском и Петру Петровићу Његошу, Бранку Ћопићу, Данилу Кишу, Ленарду Коену, Миодрагу Павловићу, Милораду Павићу и многим другима. Значајан простор посвећен је и догађајима од великог културно-политичког значаја, какви су, на пример, балкански ратови или Први светски рат. Сем тога, у тематима се објављују и преводи значајних страних текстова. Задржане су и рубрике које су биле присутне у наслеђеној концепцији Летописа („Поезија и проза”, „Есеји”, „Сведочанства”, „Критика”). Настоји се да се у свакој од њих остави довољно широк простор за презентовање текстова са различитим тематским, поетичким и генерацијским координатама. Такође, Уредништво настоји да одржи и равнотежу између традиције и нових тенденција у српској књижевности, као и да пружи увид у трендове у страним књижевностима (рубрика „Поезија и проза”). Пропраћен је и рад саме Матице српске и истакнутих матичара (рубрика „Сведочанства”), подржани су и презентовани добитници угледних награда и људи чија су дела обележила актуелни тренутак српске културе (рубрика „Интервју”), а објективно су приказане и вредноване најновије књиге – било да се ради о стручној литератури било о белетристици (рубрика „Критика”).
Када су у питању новине у Летопису, сем генералне, концепцијске, треба навести још неколико чињеница: 1) Започета је традиција објављивања награђеног рада на конкурсу за награду која носи име Боривоја Маринковића, угледног професора Филозофског факултета у Новом Саду; 2) У склопу редизајнирања сајта Матице српске, унесене су извесне промене и на страницу посвећену Летопису, тако да је сада приступ текстовима штампаних у часопису олакшан; 3) У концепцију часописа укључене су и повремене рубрике попут „Приказ филмских фестивала” или „Приказ стрипа”. На тај начин, Уредништво је желело да стави акценат на чињеницу да наш најстарији књижевни часопис и те како иде у корак са временом, те прати савремене трендове у општој култури. Летимичан преглед тема који су обележили тематске и друге блокове у Летопису показује жељу Уредништва да истовремено обележи значајне књижевно-историјске фигуре, ревалоризује донекле заборављене песнике, као и да испита преламање догађаја од националне важности у српској књижевности. Такође, аналитички и критички је приступљено обради различитих друштвених феномена и методолошких праваца у проучавању књижевности. Пажња је поклоњена и неким феноменима из домена светске књижевности.

## Електронски облик часописа
Часопис је доступан и у електронској форми у отвореном приступу. Доступна је електронска архива од 2005. године до данас.